# Bananas Foster
Bananas Foster – amerykański bananowy deser pochodzący z Nowego Orleanu.

## Historia
Nowy Orlean był na początku lat 50. XX wieku głównym portem, do którego trafiały banany importowane z Ameryki Południowej i Środkowej do Stanów Zjednoczonych. Właściciel restauracji w Nowym Orleanie, Owen Brennan zlecił zatrudnionemu przez siebie kucharzowi Paulowi Blange'owi przygotowanie deseru na bazie bananów. Blange nazwał deser na cześć swego szefa.

## Receptura
Banany smaży się na maśle z dodatkiem cukru trzcinowego, cynamonu i likieru bananowego. Następnie są flambirowane w rumie. Banany podaje się z lodami o smaku waniliowym.